# Distrito electoral federal 10 de Chiapas
El X Distrito Electoral Federal de Chiapas es uno de los 300 Distritos Electorales en los que se encuentra dividido el territorio de México para la elección de diputados federales y uno de los 13 en los que se divide el estado de Chiapas. Su cabecera es la ciudad de Villaflores.
El Distrito X se encuentra ubicado en la zona centro sur del estado de Chiapas, gran parte de él en la región conocida como La Frailesca, lo conforman los municipios de Ángel Albino Corzo, Cintalapa, La Concordia, Jiquipilas, Villa Corzo y Villaflores.

## Distritaciones anteriores
El X Distrito fue creado en el proceso de distritación de 1996. Entre 1979 y 1996, Chiapas tenía representación en nueve distritos, por lo que el X Distrito ha elegido diputados a partir de la LVII Legislatura en 1997.

### Distritación 1996 - 2005
Entre 1996 y 2005 el Distrito X estaba ubicado en una zona diferente del estado de Chiapas, siendo su territorio el de los municipios fronterizos de Amatenango de la Frontera, Bejucal de Ocampo, Bella Vista, Chicomuselo, El Porvenir, La Grandeza, Mazapa de Madero, Motozintla y Siltepec, además del de Ángel Albino Corzo, que sigue formando parte de él en la distritación actual

### Distritación 2005 - 2017
El X Distrito ocupó el territorio de los municipios: Ángel Albino Corzo, Cintalapa, La Concordia, Jiquipilas, Montecristo de Guerrero, Villa Corzo y Villaflores.
La distritación de 2016-2017, desincorporó al municipio de Montecristo de Guerrero.

## Diputados por el distrito
| Diputado                            | Grupo parlamentario | Legislatura | Periodo     |
| ----------------------------------- | ------------------- | ----------- | ----------- |
| Manuel Hernández Gómez              |                     | LVII        | 1997 - 2000 |
| Carlos Rodolfo Soto Monzón          |                     | LVIII       | 2000 - 2003 |
| Belisario Herrera Solís             |                     | LIX         | 2003 - 2006 |
| Martín Ramos Castellanos            |                     | LX          | 2006 - 2009 |
| Sergio Ernesto Gutiérrez Villanueva |                     | LXI         | 2009 - 2012 |
| Héctor Narcia Álvarez               |                     | LXII        | 2012 - 2015 |
| Julián Nazar Morales                |                     | LXIII       | 2015 - 2018 |
| Juan Enrique Farrera Esponda        |                     | LXIV        | 2018 - 2021 |
| Juan Pablo Montes de Oca Avendaño   |                     | LXV         | 2021 -      |

## Resultados electorales

### 2009
|  | Partido Acción Nacional                        |  | Ángel Albino Corzo Velasco          |
|  | Coalición Primero México (PRI, PVEM)           |  | Horacio Francisco Ruiz Ruiz         |
|  | Partido de la Revolución Democrática           |  | Sergio Ernesto Gutiérrez Villanueva |
|  | Coalición Salvemos a México (PT, Convergencia) |  | Berlan Nigenda Torija               |
|  | Partido Nueva Alianza                          |  | Héctor Manuel Martínez Cruz         |
|  | Partido Socialdemócrata                        |  | José Antonio Aguilar Crus           |